# Martin Stuart Wolfe

Martin Stuart Wolfe (um 1980)

Martin Stuart Wolfe (* 3. Juni 1937 in Leeds; † 10. März 2019) war ein britischer Pflanzenpathologe und Professor an der ETH Zürich.

## Leben
Martin Stuart Wolfe promovierte 1963 an der Cambridge Universität und begann seine Karriere dort im Plant Breeding Institute, wo er schliesslich 1975 zum Leiter des Departements für Phytopathologie und Entomologie ernannt wurde und bis 1988 forschte und lehrte. Im Jahr 1988 wählte ihn der Bundesrat zum ordentlichen Professor für Phytopathologie an der ETH Zürich, wo er sich als Institutsvorsteher und namentlich Koordinator der neuen Studienrichtung Agrarökologie bis zu seiner Emeritierung 1997 verdient gemacht hat.

## Forschung
Als Pflanzenpathologe interessierte Wolfe sich besonders für Getreideerkrankungen und deren Bekämpfung durch umweltverträgliche Massnahmen. Ein Schwerpunkt seiner Forschungstätigkeit galt der Sortenmischung als ökologischer Kontrollmassnahme, um windverbreitete Krankheitserreger unter der Schadensschwelle zu halten. Ziel war es, durch den Anbau von einer Vielfalt von unterschiedlich resistenten Sorten ein sogenanntes Resistenzgenmanagement zu etablieren, das die Anpassung der Erreger erschwert und damit insgesamt den Befall eindämmt.

## Schaffen
Nach seinem Wirken an der ETH Zürich entwickelte Wolfe als überzeugter Pionier ein zukunftsweisendes Agrarforst-System auf seiner Farm in Cambridge, welche fortan unter anderem als Versuchs- und Demonstrationsbetrieb für das britische Forschungsinstitut The Organic Research Centre diente. Es erfüllte ihn mit grosser Freude und Begeisterung, selbst die Pflanzen im Feld während der Anbausaison beurteilen zu können.